# Chili op de Olympische Zomerspelen 1972
Chili nam deel aan de Olympische Zomerspelen 1972 in München, West-Duitsland. Het was de dertiende deelname van het land. Ruiter René Varas was de  vlaggendrager bij de openingsceremonie.
Er namen elf sporters (9 mannen en 2 vrouwen) deel in vijf olympische sportdisciplines. Atlete Rosa Molina en de ruiter Américo Simonetti namen voor de tweede keer deel. In de atletiek werd voor de dertiende keer deelgenomen, in het boksen en de schietsport voor de negende keer, voor de vijfde keer in de paardensport en voor de derdemaal in het roeien.
Aan de zeven behaalde medailles tot nu toe, behaald in 1928 (1), 1952 (2) en 1956 (4), werd er voor de vierde opeenvolgende keer geen een aan toegevoegd.

## Resultaten en deelnemers

### Atletiek
| Olympiër (deelname) | Onderdeel       | Resultaat | Prestatie                     |
| ------------------- | --------------- | --------- | ----------------------------- |
| Edmundo Warnke      | 5000m (m)       | 19e       | serie 5: 5de in 13.43,6       |
|                     |                 |           |                               |
| Rosa Molina (2)     | kogelstoten (v) | 17e       | kwalificatie: 17de met 14,61m |

### Boksen
| Olympiër         | Onderdeel | Resultaat | Prestatie                                                           |
| ---------------- | --------- | --------- | ------------------------------------------------------------------- |
| Héctor Velasquez | -48kg (m) | 9e        | 1ste ronde: W van MGL Batbayar: 5-0 2de ronde: V van GBR Evans: 0-5 |
| Martin Vargas    | -51kg (m) | 17e       | 1ste ronde: vrij 2de ronde: V van COL Perez: 0-5                    |
| Julio Medina     | -67kg (m) | 17e       | 1ste ronde: vrij 2de ronde: V van URS Khokhlov: knock-out           |

### Paardensport
| Olympiër (deelname)                         | Onderdeel      | Resultaat      | Prestatie                                                                                    |
| Springconcours                              | Springconcours | Springconcours | Springconcours                                                                               |
| ------------------------------------------- | -------------- | -------------- | -------------------------------------------------------------------------------------------- |
| Barbara Barone                              | individueel    | DNS            | 1ste ronde: niet gestart                                                                     |
| Américo Simonetti (2)                       | individueel    | DNF            | 1ste ronde: niet gefinisht                                                                   |
| René Varas                                  | individueel    | 10e            | 1ste ronde: 13de met 8 strafpunten 2de ronde: 8ste met 12 strafpunten totaal: 20 strafpunten |
| Barbara Barone Américo Simonetti René Varas | team           | 9e             | 1ste ronde: 9de met 76,25 strafpunten                                                        |

### Roeien
| Olympiër       | Onderdeel | Resultaat | Prestatie                                            |
| -------------- | --------- | --------- | ---------------------------------------------------- |
| Janis Rodmanis | skiff (m) | 16e       | serie 1: 4de in 8.23,38 herkansingen: 4de in 8.29,66 |

### Schietsport
| Olympiër       | Onderdeel | Resultaat | Prestatie                             |
| -------------- | --------- | --------- | ------------------------------------- |
| Jorge Uauy     | skeet     | 17e       | 191 punten: (24-24-22-23-24-25-25-24) |
| Antonio Yaqigi | skeet     | 33e       | 187 punten: (22-22-24-24-25-24-24-22) |

Afghanistan · Albanië · Algerije · Amerikaanse Maagdeneilanden · Argentinië · Australië · Bahama's · Barbados · België · Bermuda · Birma · Bolivia · Bondsrepubliek Duitsland · Brazilië · Brits-Honduras · Bulgarije · Canada · Ceylon · Chili · Colombia · Congo-Brazzaville · Costa Rica · Cuba · Dahomey · Denemarken · Dominicaanse Republiek · Duitse Democratische Republiek · Ecuador · Egypte · El Salvador · Ethiopië · Fiji · Filipijnen · Finland · Frankrijk · Gabon · Ghana · Griekenland · Groot-Brittannië · Guatemala · Guyana · Haïti · Hongarije · Hongkong · Ierland · IJsland · India · Indonesië · Iran · Israël · Italië · Ivoorkust · Jamaica · Japan · Joegoslavië · Kameroen · Kenia · Khmerrepubliek · Koeweit · Lesotho · Libanon · Liberia · Liechtenstein · Luxemburg · Madagaskar · Malawi · Maleisië · Mali · Malta · Marokko · Mexico · Monaco · Mongolië · Nederland · Nederlandse Antillen · Nepal · Nicaragua · Nieuw-Zeeland · Niger · Nigeria · Noord-Korea · Noorwegen · Oeganda · Oostenrijk · Opper-Volta · Pakistan · Panama · Paraguay · Peru · Polen · Portugal · Puerto Rico · Roemenië · San Marino · Saoedi-Arabië · Senegal · Singapore · Soedan · Somalië · Sovjet-Unie · Spanje · Suriname · Swaziland · Syrië · Taiwan · Tanzania · Thailand · Togo · Trinidad en Tobago · Tsjaad · Tsjecho-Slowakije · Tunesië · Turkije · Uruguay · Venezuela · Verenigde Staten · Vietnam · Zambia · Zuid-Korea · Zweden · Zwitserland